# بلدة ستوكبريدج (ميشيغان)
ستوكبريدج (بالإنجليزية: Stockbridge Township, Michigan)‏ هي بلدة تقع بولاية ميشيغان في الولايات المتحدة. تبلغ مساحتها 93 (كم²)، وترتفع عن سطح البحر 286 م، بلغ عدد سكانها 3896 نسمة في عام تعداد الولايات المتحدة 2010 حسب إحصاء مكتب تعداد الولايات المتحدة .

## وصلات خارجية
- http://stockbridgetownshipmi.com/index.htm
- The US50 - Cities and Towns in Michigan State
- Michigan Cities and Towns, Facts, Map, Flag, Colleges, Government, and More